# 郭東暘
郭東暘（1915年5月3日—1999年），雲南晉寧人，中华民国陸軍将领。

## 生平
郭東暘畢業於中華民國陸軍軍官學校第10期步兵科、機械學校戰車班第1期。之后赴美国留学，进入肯塔基州若克斯要塞装甲兵学校、美國參謀大學第24期畢業。1949年，他升任上海警备司令部机械装甲兵指挥官。去台湾后，郭历任装甲兵旅司令部第三处处长、第二总队总队长、陆军总司令部第五署署长等职。1958年，升任第一装甲师少将师长。后任第二军副军长、陆军总司令部副参谋长。1962年，郭東暘出任装甲兵中将司令。裝甲兵司令部司令任內發生湖口兵變，郭東暘因受訓而不在場，事後仍受連帶處分而調職改任裝甲兵發展研究中心主任，后擔任陆军训练作战发展司令部中将副司令。1970年以中将軍階退役。